# Hendrik I van Eilenburg
Hendrik I van Eilenburg (circa 1070 - 1103) was graaf van Eilenburg, van 1081 tot aan zijn dood markgraaf van Lausitz en van 1089 tot aan zijn dood markgraaf van Meißen. Hij behoorde tot het huis Wettin.

## Levensloop
Hendrik I was de oudste zoon van markgraaf Dedo I van Lausitz uit diens tweede huwelijk met Adela, dochter van graaf Lambert II van Leuven en weduwe van markgraaf Otto I van Meißen. Zijn vader regeerde vanaf 1046 over Lausitz en was een van de edelen die zich aansloot bij de Saksische Opstand van 1073-1075 tegen Rooms-Duits koning Hendrik IV. Hij onderwierp zich echter al snel aan de koning en kon op die manier tot aan zijn dood in 1075 over de Lausitz regeren. Desalniettemin diende hij zijn zoon Hendrik als gijzelaar aan de koning te overhandigen.
Hendrik bleef in gevangenschap tot de koning hem in 1081 het markgraafschap Lausitz schonk om de Boheemse invloed in te tomen. Het markgraafschap was voorheen toegewezen aan koning Vratislav II van Bohemen in ruil voor diens steun tegen de Saksische opstandelingen, maar die werd nooit bevestigd in deze functie.
In 1089 verleende Hendrik IV, nu als keizer van het Heilige Roomse Rijk, Hendrik eveneens met het markgraafschap Meißen. Hij was het eerste lid van het huis Wettin dat dit markgraafschap bestuurde, nadat zijn voorganger Egbert II was afgezet vanwege zijn steun aan de Rooms-Duitse tegenkoning Herman van Salm. Om zijn aanspraken op Meißen te verstevigen, trad markgraaf Hendrik rond 1102 in het huwelijk met Gertrudis van Brunswijk (1058-1117), de zus van zijn voorganger Egbert II. Uit dit huwelijk werd een zoon, zijn opvolger Hendrik II (1103-1123), geboren, die na de dood van zijn vader ter wereld kwam.
Hendrik sneuvelde in 1103 in de strijd tegen de Polabische Slaven, nabij de rivier de Neisse.

## Voorouders
| Overgootouders                      | Dedo I van Wettin (960-1009) ∞ Thietberga van Haldensleben (-) | Dedo I van Wettin (960-1009) ∞ Thietberga van Haldensleben (-) | Ekhard I van Meißen (950-1002) ∞ Swanhilde Billung van Saksen (-1014) | Ekhard I van Meißen (950-1002) ∞ Swanhilde Billung van Saksen (-1014) | Lambert I van Leuven (950-1015) ∞ Gerberga van Neder-Lotharingen (980-1018) | Lambert I van Leuven (950-1015) ∞ Gerberga van Neder-Lotharingen (980-1018) | Boudewijn IV van Vlaanderen (980-1035) ∞ Otgiva van Luxemburg (986-1030) | Boudewijn IV van Vlaanderen (980-1035) ∞ Otgiva van Luxemburg (986-1030) |
| Grootouders                         | Diederik II van Wettin (993-1034) ∞ Mathilde van Meissen (-)   | Diederik II van Wettin (993-1034) ∞ Mathilde van Meissen (-)   | Diederik II van Wettin (993-1034) ∞ Mathilde van Meissen (-)          | Diederik II van Wettin (993-1034) ∞ Mathilde van Meissen (-)          | Reinier van Leuven (992-1054) ∞ ? (-)                                       | Reinier van Leuven (992-1054) ∞ ? (-)                                       | Reinier van Leuven (992-1054) ∞ ? (-)                                    | Reinier van Leuven (992-1054) ∞ ? (-)                                    |
| Ouders                              | Dedo I van Lausitz (993-1034) ∞ Adela van Leuven (-)           | Dedo I van Lausitz (993-1034) ∞ Adela van Leuven (-)           | Dedo I van Lausitz (993-1034) ∞ Adela van Leuven (-)                  | Dedo I van Lausitz (993-1034) ∞ Adela van Leuven (-)                  | Dedo I van Lausitz (993-1034) ∞ Adela van Leuven (-)                        | Dedo I van Lausitz (993-1034) ∞ Adela van Leuven (-)                        | Dedo I van Lausitz (993-1034) ∞ Adela van Leuven (-)                     | Dedo I van Lausitz (993-1034) ∞ Adela van Leuven (-)                     |
| Hendrik I van Eilenburg (1070-1103) |                                                                |                                                                |                                                                       |                                                                       |                                                                             |                                                                             |                                                                          |                                                                          |